# Dan-Air-Flug 1903
Der Dan-Air-Flug 1903 (Flugnummer: DA1903, Funkrufzeichen: DAN AIR 1903) war ein internationaler Charterflug der Dan-Air von Manchester nach Barcelona, der am 3. Juli 1970 durchgeführt wurde. Im Endanflug auf den Zielflughafen wurde die auf diesem Flug eingesetzte De Havilland DH.106 Comet gegen einen Berg geflogen, wobei alle 112 Insassen starben. Es handelte sich zum Unfallzeitpunkt um den schwersten Flugunfall sowohl in Spanien als auch in der Geschichte der Dan-Air. Es ist zudem der schwerste Flugunfall mit einer de Havilland DH-106 Comet und der schwerste des Jahres 1970. Obwohl sich gemäß Passagierliste 112 Insassen an Bord der Maschine befunden hatten, wurden an der Unfallstelle die Körper von 113 Personen gefunden. Die Identität des 113. Opfers konnte nie geklärt werden.

## Maschine
Bei dem Flugzeug handelte es sich um eine de Havilland DH-106 Comet 4B mit der Werknummer 6415, die am 2. Mai 1959 an die BOAC ausgeliefert und von dieser mit dem Luftfahrzeugkennzeichen G-APDN zugelassen wurde. Am 29. Mai 1969 übernahm die Dan-Air die Maschine. Das vierstrahlige Langstreckenflugzeug war mit vier Strahltriebwerken des Typs Rolls-Royce Avon 524 ausgerüstet. Bis zum Zeitpunkt des Unfalls hatte die Maschine eine Gesamtbetriebsleistung von 25.786 Betriebsstunden absolviert.

## Passagiere und Besatzung
Den Flug hatten 105 Passagiere angetreten, hierbei handelte es sich um Touristen, die aus der Region Greater Manchester kamen und über die Clarksons Travel Group All-Inclusive-Urlaube an der Costa Brava gebucht hatten. Es befand sich eine siebenköpfige Besatzung an Bord, bestehend aus einem Flugkapitän, einem Ersten Offizier, einem Flugingenieur und vier Flugbegleiterinnen.
- Der 48-jährige Flugkapitän Alexander George Neal war bei der Royal Air Force zum Piloten ausgebildet und flog nach seiner Militärlaufbahn für British Eagle. Er gehörte der Dan-Air seit März 1969 an und war im Mai 1970 zum Flugkapitän befördert worden. Neal verfügte über Musterberechtigungen für die Flugzeugtypen de Havilland DH.104 Dove, Bristol Britannia und de Havilland Comet 4. Neals Flugerfahrung belief sich auf 7.427 Flugstunden, wovon er 605 Stunden im Cockpit der de Havilland Comet 4 absolviert hatte.
- Der 41-jährige Erste Offizier David Shorrock war für die Flugzeugtypen de Havilland Comet 4, Bristol Britannia und BAC 1-11 zertifiziert. Er flog zunächst für British Eagle, im April 1969 wurde er dann durch Dan-Air eingestellt und als Erster Offizier an Bord der BAC 1-11 eingesetzt. Im März 1970 wurde er zum Ersten Offizier an Bord der de Havilland Comet 4 fortgebildet. Bis zum Zeitpunkt des Unfalls hatte er eine Gesamtflugerfahrung von 4.765 Stunden absolviert, davon entfielen 189 Flugstunden auf die de Havilland Comet 4.
- Der 40-jährige Flugingenieur David Walter Stanley Sayer war für die Flugzeugtypen Douglas DC-7B und de Havilland Comet 4 zertifiziert. Sayer war ursprünglich ein Bodentechniker der Dan-Air, ehe er sich im Juli 1967 zum Flugingenieur an Bord der Douglas DC-7B qualifizierte. Seine kumulierte Flugerfahrung bis zu dem Unfall belief sich auf 1.275 Stunden, davon hatte er 218 Stunden im Cockpit der de Havilland Comet 4 abgeleistet.
- Die Flugbegleiterinnen waren S. Hinde, H. P. Barber, C. A. Maddock und A. Vickers.

## Unfallhergang
Die Maschine startete um 16:08 Uhr in Manchester. Um 17:53 Uhr wurde der Funkkontakt mit dem Area Control Centre von Barcelona aufgenommen, die den Piloten die Freigabe erteilte, von 22.000 Fuß (6.700 Meter) auf 9.000 Fuß (2.700 Meter) zu sinken. Sechs Minuten später wurden die Piloten an die Anflugkontrolle der Flugsicherung des Flughafens Barcelona weiterverwiesen. Der Lotse wies die Piloten an, das Ungerichtete Funkfeuer von Sabadell zu überfliegen und auf 6.000 Fuß zu sinken. Während die Piloten wie angewiesen eine Linkskurve auf einen Kurs von 140 Grad flogen, meldeten sie irrtümlicherweise das Überfliegen des Ungerichteten Funkfeuers von Sabadell. Da eine andere Maschine Sabadell zu diesem Zeitpunkt überflog, bemerkte der Fluglotse den Fehler nicht. Er erteilte den Piloten daraufhin die Anweisung, auf 2.800 Fuß zu sinken. Um 19:05 Uhr streifte die Maschine in einer Höhe von 3.800 Fuß (ca. 1.100 Meter) die Kronen von Buchenbäumen am nordöstlichen Hang des Berges Les Agudes und zerschellte daraufhin an dem Berg, wobei alle 112 Insassen ums Leben kamen.

## Nach dem Unfall
Da sich die Maschine 32 Kilometer nördlich des Punktes befunden hatte, an dem sie vermutet wurde, blieb die umfassende nächtliche Suche nach dem Wrack erfolglos. Erst am Morgen nach dem Unfall wurde die Unfallstelle durch die Besatzung einer in Frankfurt gestarteten spanischen Passagiermaschine entdeckt.
Augenzeugen, die an den Bergungsarbeiten beteiligt waren, gaben an, sich erinnern zu können, wie sie persönliche Gegenstände der Unfallopfer auf Lastwagen verladen hatten. Entsprechende Gegenstände wurden den Angehörigen der Opfer niemals durch die Behörden ausgehändigt.
Die spanischen Behörden bestanden darauf, dass die Überreste der Unfallopfer „aus Hygienegründen“ innerhalb von 48 Stunden nach dem Unfall in einem Massengrab beerdigt wurden, weshalb die meisten Angehörigen an der Beerdigung in Arbúcies nicht teilnehmen konnten.

## Das 113. Opfer
In dem Massengrab wurden die Leichen von 113 Personen bestattet, die nach dem Unfall an der Unfallstelle gefunden wurden. Die Zahl 113 ergab sich, nachdem die Anzahl der bestatteten Köpfe gezählt worden war. Die Identität eines Opfers konnte nicht geklärt werden, sodass nur 112 Namen auf der Gedenktafel aufgeführt wurden. Zu dieser Zeit wurde angenommen, dass ein Anwohner der Gegend, der beim Wandern in den Bergen von der Maschine getroffen worden war, gestorben sein könnte, aber es wurden keine Vermisstenfälle gemeldet. Es gab sogar Spekulationen über ein Baby, das nicht in der Passagierliste auftauchte, aber auch diese Hypothese wurde verworfen.
Ein Polizeibeamter äußerte 2012, nachdem er im Fernsehen eine Reportage zu dem Unfall gesehen hatte, dass zum 40-jährigen Jahrestag des Unfalls ein britisches Ehepaar im Alter von etwa 55 bis 60 Jahren mit ihrem etwa 34-jährigen Sohn nach Arbúcies gereist sei und nach dem Namen eines Bruders oder Cousins der beiden Ehegatten gesucht habe. Die anfängliche Erleichterung der Familie, als diese am Grabstein eintraf, sei in Enttäuschung umgeschlagen, als sie den Namen des Verwandten auf dem Grabstein nicht wiederfinden konnten.

## Ursache
Die Unfallermittlung ergab eine Kombination aus einer fehlerhaft gemeldeten Position in Kombination mit einem über dem Ungerichteten Funkfeuer von Sabadell befindlichen Radarecho als Unfallursache. In der Folge glaubten, aufgrund des Positionsberichtes einer anderen Maschine, sowohl die Flugsicherung in Barcelona als auch die Besatzung der Unfallmaschine, dass Sabadell bereits überflogen worden sei. Als die Flugsicherung den Fehler bemerkte, war es bereits unmöglich, ihn zu korrigieren und den Aufprall der Maschine auf dem Hang abzuwenden.